# Hordenina
Hordenina es un alcaloide de la clase de feniletilamina que se encuentra en la cebada, de la familia de las gramíneas.

## Historia
El químico alemán Arthur Heffter fue el primero en haber aislado este alcaloide (que él llama "anhaline") en 1894, desde el cactus Anhalonium fissuratum (ahora Ariocarpus fissuratus). Veinte años más tarde, E.Léger se dio cuenta de que las infusiones de raicillas de malta de cebada fueron satisfactorios cuando se utilizan para el tratamiento de la diarrea. Dr. Roux también observó que el bacilo del cólera no podía desarrollarse en un caldo de raicillas de malta. En la investigación de las causas químicas de estas observaciones, Léger, por métodos convencionales para la extracción de alcaloides, aisló un cuerpo que él llamó el "hordenina" . Ernst Späth mostró más tarde que la anhaline y la hordenina eran idénticas, y proporciona la estructura molecular correcta del alcaloide.